# Vignoble des Canaries
L'expression vins des Canaries désigne les vins qui sont produits dans l'archipel des îles Canaries.
Il existe des vignes sur plusieurs des îles appartenant à l'archipel qui produisent dix indications géographiques protégées. Les vins de la "dénomination d'origine" canarienne sont :

Vins de la Denominación de Origen des Canaries.

- Abona (Tenerife) ;
- Tacoronte-Acentejo (Tenerife) ;
- Valle de Güímar (Tenerife) ;
- Valle de La Orotava (Tenerife) ;
- Ycoden-Daute-Isora (Tenerife) ;
- El Hierro ;
- Lanzarote ;
- La Palma ;
- La Gomera ;
- Gran Canaria.